# Linia kolejowa nr 71
Linia kolejowa nr 71 Ocice – Rzeszów Główny – jednotorowa zelektryfikowana linia kolejowa w województwie podkarpackim o długości 67,374 km.

## Historia
Plany budowy linii kolejowej łączącej Rzeszów z Tarnobrzegiem sięgają jeszcze czasów zaborów i początków II Rzeczypospolitej. 5 sierpnia 1919 roku weszła w życie ustawa z dnia 19 lipca 1919 r. o budowie kolei Rzeszów-Sandomierz, która przewidywała rozpoczęcie budowy linii kolejowej przez Kolbuszową, Tarnobrzeg i Sobów na rok 1919. Pierwszy odcinek linii kolejowej nr 71 został wybudowany w 1938 roku i był to odcinek Ocice – Dęba Rozalin. Niestety plany dalszej budowy przerwał wybuch II wojny światowej. Do budowy powrócono po zakończeniu działań wojennych. W latach 1960–1964 powstał odcinek Rzeszów – Kolbuszowa, zaś ukończenie budowy całej linii kolejowej Rzeszów – Ocice nastąpiło w roku 1971. W roku 1973 został natomiast oddany do użytku dworzec kolejowo-autobusowy w Kolbuszowej.
Obecnie wzdłuż linii znajdują się 4 stacje, 13 czynnych przystanków oraz 3 stacje wyłączone z ruchu osobowego.
Ruch osobowy na trasie od początku lat 90. systematycznie zamierał. W roku 1992 trasą przestały jeździć pociągi pospieszne, natomiast od roku 2000 kursowanie pociągów pasażerskich zostało całkowicie zawieszone; od czerwca 2001 roku został całkowicie zawieszony ruch pociągów towarowych na odcinku Dęba Rozalin – Kolbuszowa – Widełka.
W latach 2006–2009 na całej trasie prowadzone były prace modernizacyjne, dzięki którym linia jest znowu dostępna dla ruchu osobowego. Od 1 marca 2007 roku został wznowiony ruch pasażerski na odcinku Rzeszów – Kolbuszowa. Od 13 grudnia 2009 roku kursują nią pociągi osobowe relacji Rzeszów – Stalowa Wola Rozwadów oraz od 12 grudnia 2010 z Rzeszowa do Lublina (zawieszone w rozkładzie 2012/2013). 1 marca 2011 uruchomiono dalekobieżne połączenie Zamość – Zielona Góra. Linia miała zostać zelektryfikowana na odcinku Ocice – Kolbuszowa – Widełka między lipcem a sierpniem 2014, jednak prac wówczas nie rozpoczęto. We wrześniu 2016 ukończono budowę nowego przystanku Chmielów Zagumnie.
We wrześniu 2018 PKP Polskie Linie Kolejowe podpisały z PNiUIK w Krakowie umowę na budowę mijanki w Majdanie Królewskim, która rozpoczęła się w marcu 2019 roku i została zakończona w maju tego samego roku.
16 listopada 2018 PKP PLK podpisały z PKP Energetyką umowę na elektryfikację linii. Prace nad elektryfikacją rozpoczęły się we wrześniu 2019 i zostały zakończone w styczniu 2021 roku. 12 grudnia 2021 roku wraz ze zmianą rozkładu jazdy uruchomiono sieć trakcyjną na linii, dzięki czemu pociągi dalekobieżne przewoźnika PKP Intercity z Rzeszowa do Szczecina mogą jechać krótszą trasą przez Kolbuszową i Tarnobrzeg, zamiast przez Przeworsk i Nową Sarzynę.
3 stycznia 2022 roku w ramach Podkarpackiej Kolei Aglomeracyjnej uruchomiono 26 par połączeń aglomeracyjnych między Rzeszowem Głównym a Kolbuszową.

### Posterunki ruchu i punkty ekspedycyjne
Na linii znajdują się 25 różnych punktów eksploatacyjnych, w tym 5 stacji kolejowych, 20 przystanków.
| Rodzaj i nazwa                       | Zdjęcie | Liczba peronów | Liczba krawędzi peronowych | Infrastruktura                                                                       |
| stacja Ocice                         |         | 2              | 2                          |                                                                                      |
| przystanek Chmielów Zagumnie         |         | 1              | 1                          |                                                                                      |
| przystanek Cygany                    |         | 1              | 1                          |                                                                                      |
| przystanek Jadachy                   |         | 1              | 1                          |                                                                                      |
| przystanek Tarnowska Wola            |         | 1              | 1                          |                                                                                      |
| przystanek Dęba Rozalin              |         | 1              | 1                          |                                                                                      |
| przystanek Nowa Dęba                 |         | 1              | 1                          |                                                                                      |
| przystanek Huta Komorowska           |         | 1              | 1                          |                                                                                      |
| przystanek Majdan Królewski          |         | 1              | 2                          |                                                                                      |
| przystanek Majdan Królewski Podlasek |         | 1              | 1                          |                                                                                      |
| przystanek Komorów Podmurynia        |         | 1              | 1                          |                                                                                      |
| przystanek Cmolas                    |         | 1              | 1                          |                                                                                      |
| przystanek Zarębki                   |         | 1              | 1                          |                                                                                      |
| stacja Kolbuszowa                    |         | 2              | 3                          | - przejście pod torami - parking                                                     |
| przystanek Kolbuszowa Górna          |         | 1              | 1                          | - parking                                                                            |
| przystanek Widełka                   |         | 1              | 1                          | - parking                                                                            |
| przystanek Budy Głogowskie           |         | 1              | 1                          | - parking                                                                            |
| stacja Głogów Małopolski             |         | 1              | 2                          | - parking                                                                            |
| przystanek Głogów Małopolski Niwa    |         | 1              | 1                          | - parking                                                                            |
| przystanek Rogoźnica koło Rzeszowa   |         | 1              | 1                          | - parking                                                                            |
| stacja Zaczernie                     |         | 2              | 2                          |                                                                                      |
| przystanek Rzeszów Miłocin           |         | 1              | 1                          |                                                                                      |
| przystanek Rzeszów Staromieście      |         | 1              | 1                          |                                                                                      |
| przystanek Rzeszów Zachodni          |         | 2              | 3                          |                                                                                      |
| stacja Rzeszów Główny                |         | 3              | 6                          | - przejście pod torami - kasy biletowe - parking - kiosk - informacja dla podróżnych |

## Prędkość
| Tor 1         |               |                     |           |                  |
| odcinek linii | odcinek linii | pociągi pasażerskie | szynobusy | pociągi towarowe |
| km pocz.      | km końcowy    | pociągi pasażerskie | szynobusy | pociągi towarowe |
| -1,019        | 5,700         | 100                 | 100       | 80               |
| 5,700         | 14,900        | 120                 | 120       | 80               |
| 14,900        | 66,311        | 120                 | 120       | 80               |

## Galeria

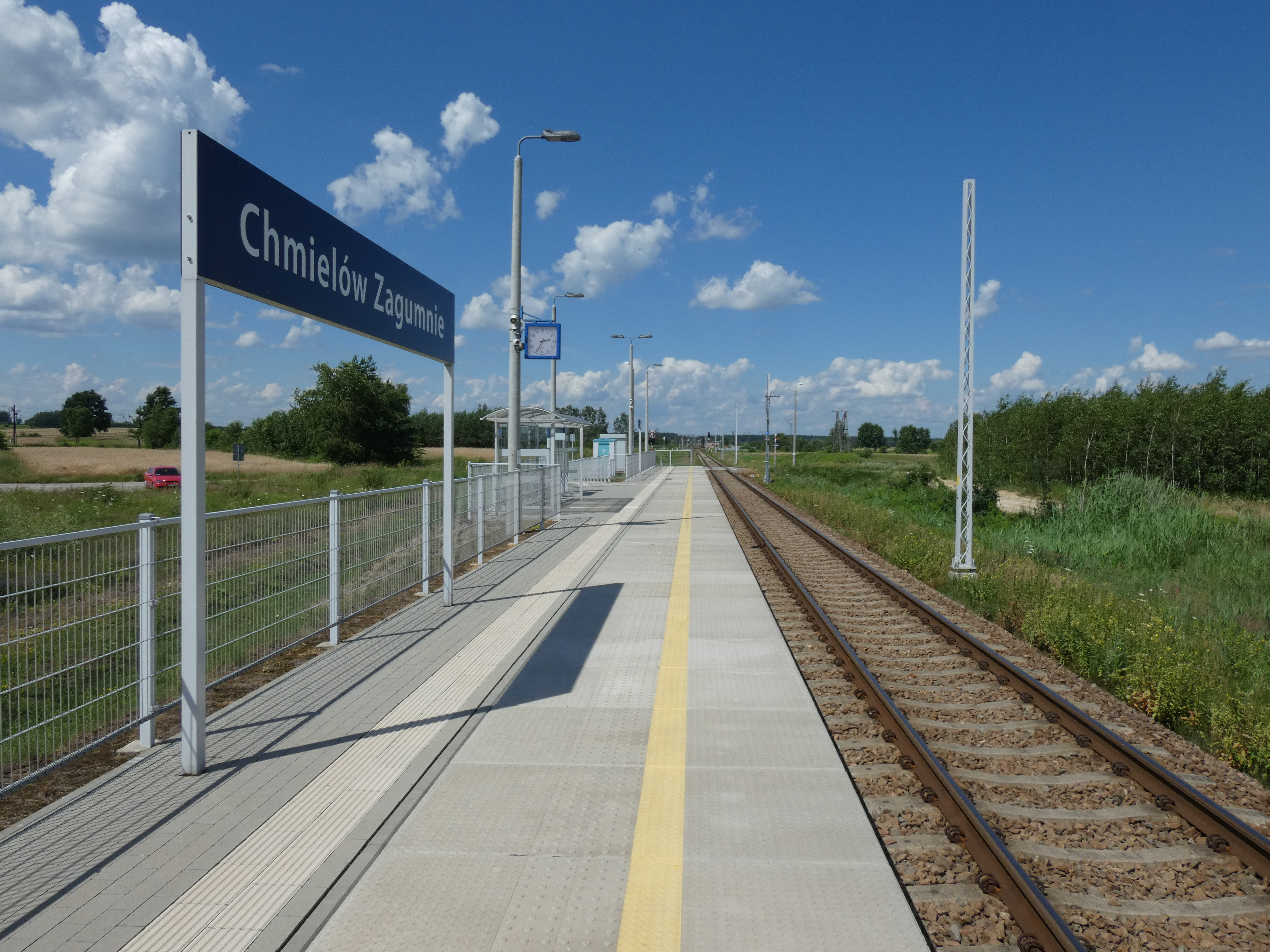
Chmielów Zagumnie w trakcie elektryfikacji (6 lipca 2020 roku).
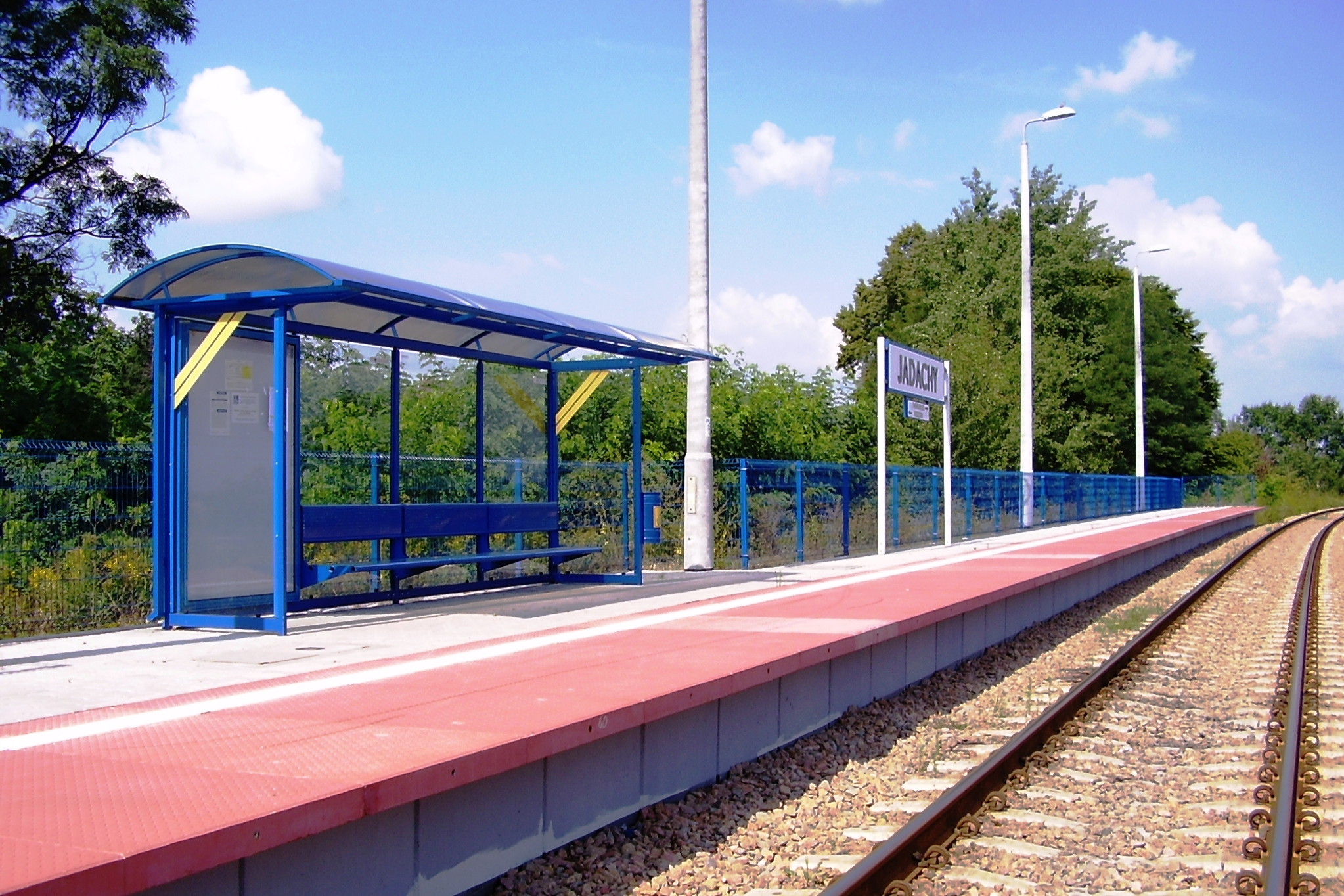
Jadachy przed elektryfikacją.
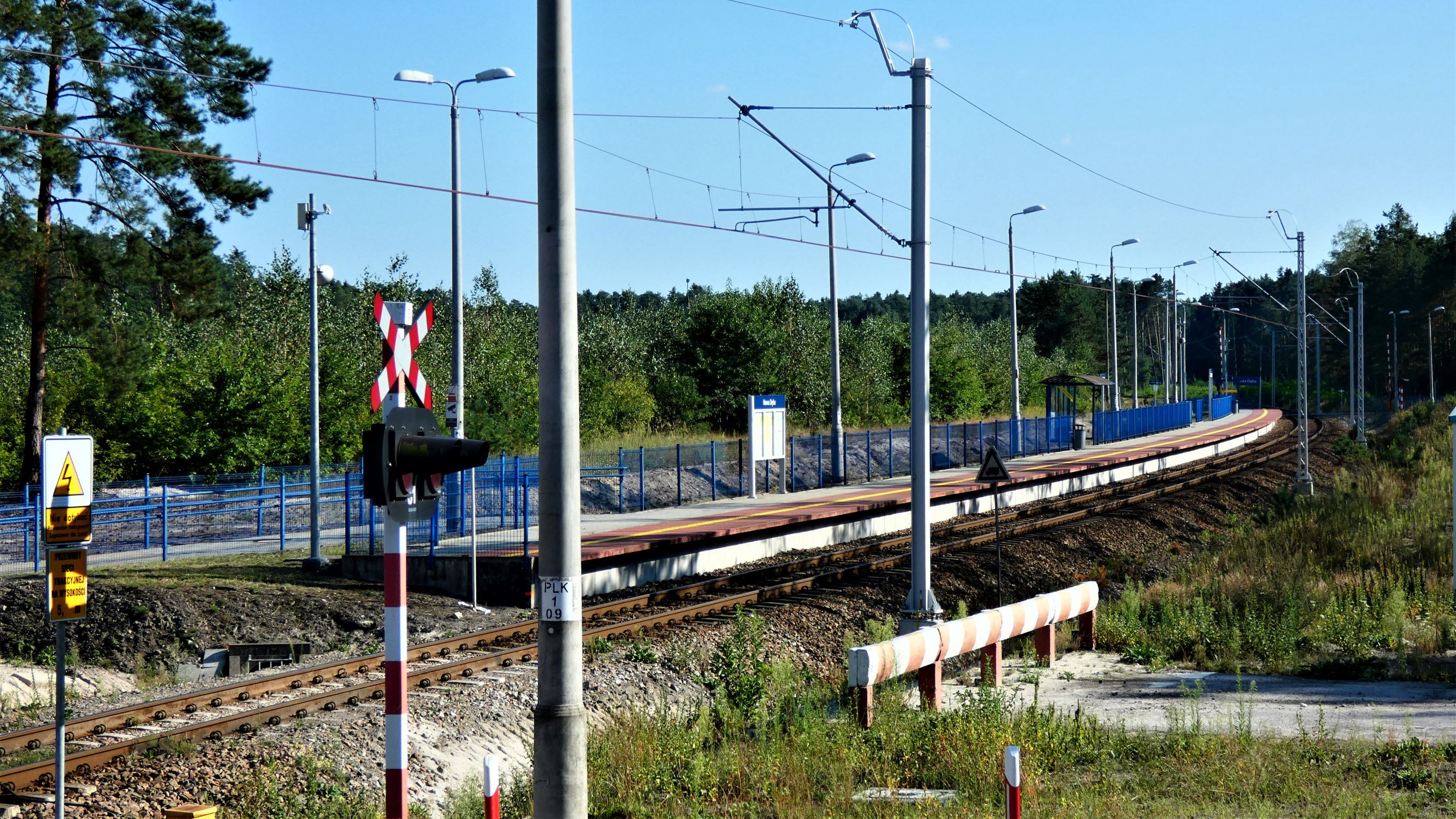
Nowa Dęba
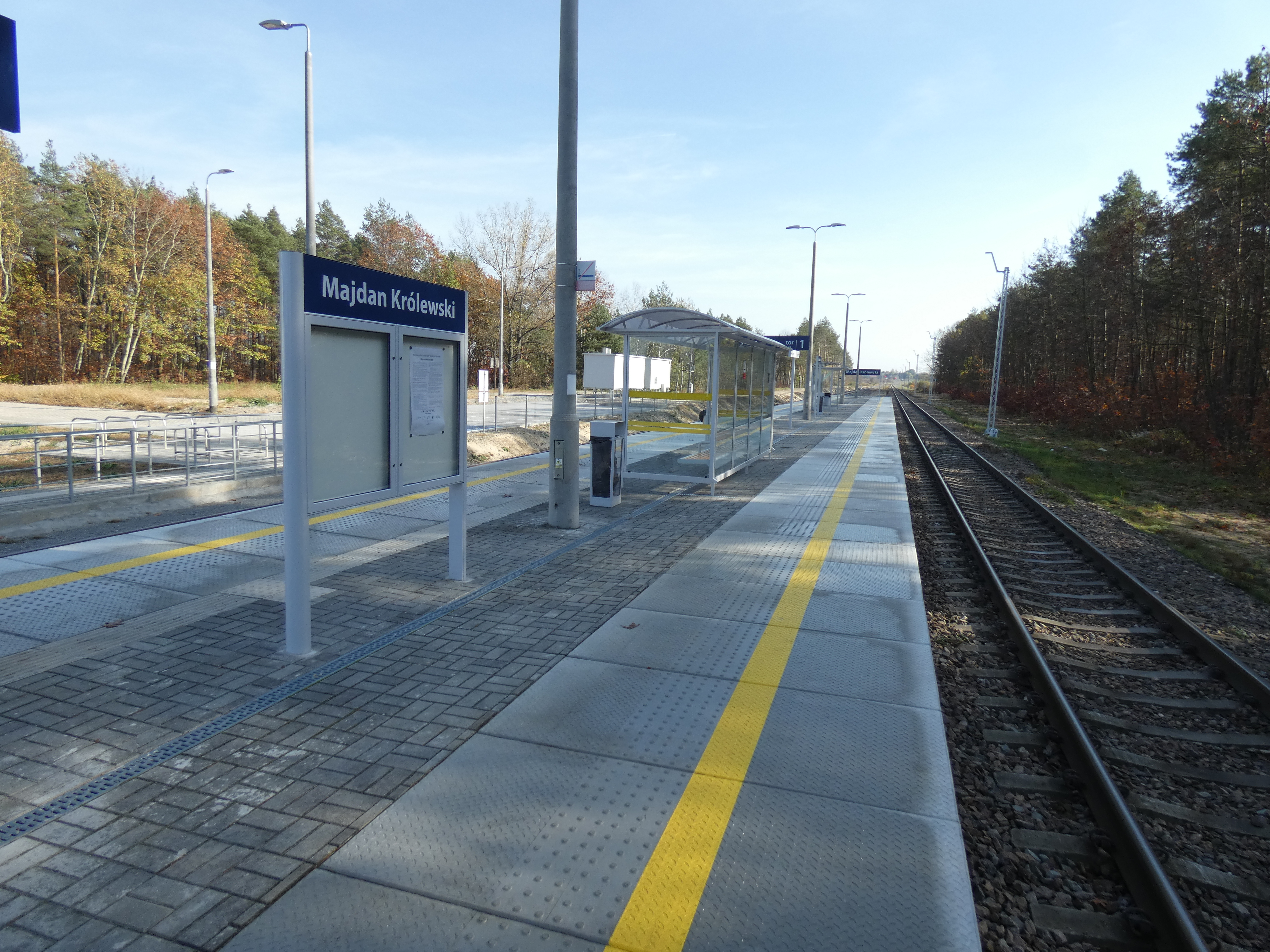
Majdan Królewski podczas elektryfikacji w październiku 2019 roku.
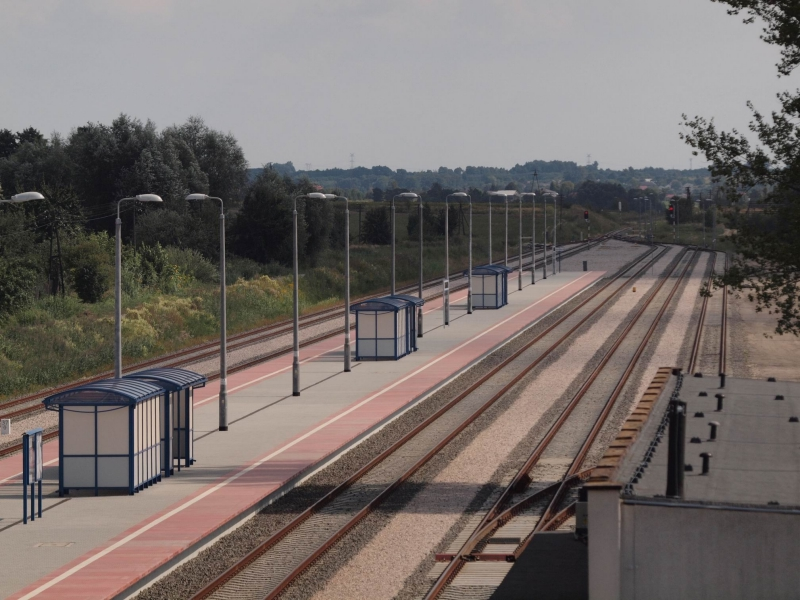
Panorama stacji Kolbuszowa przed elektryfikacją w sierpniu 2009 roku.
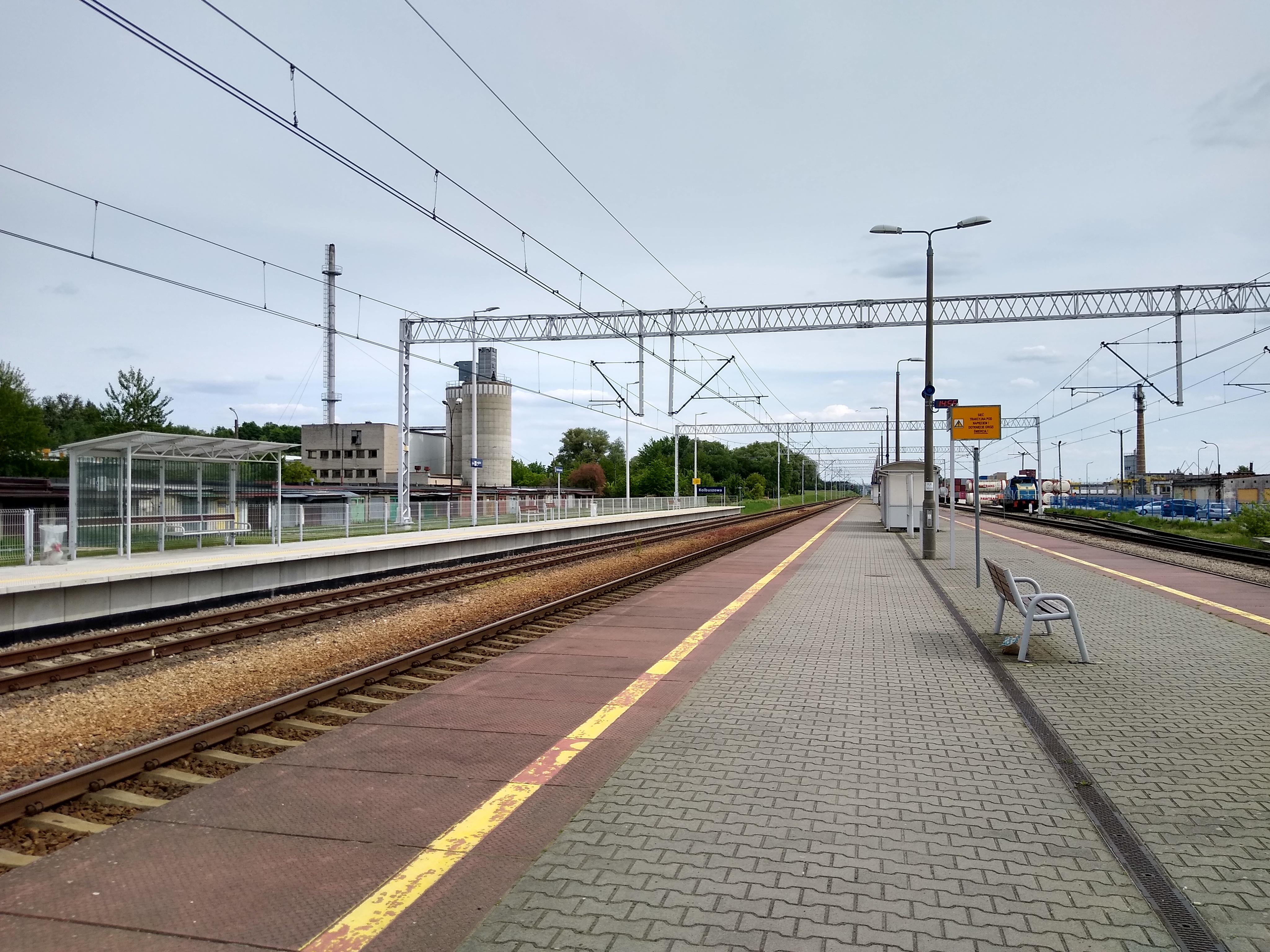
Stacja w Kolbuszowej w maju 2024 roku.
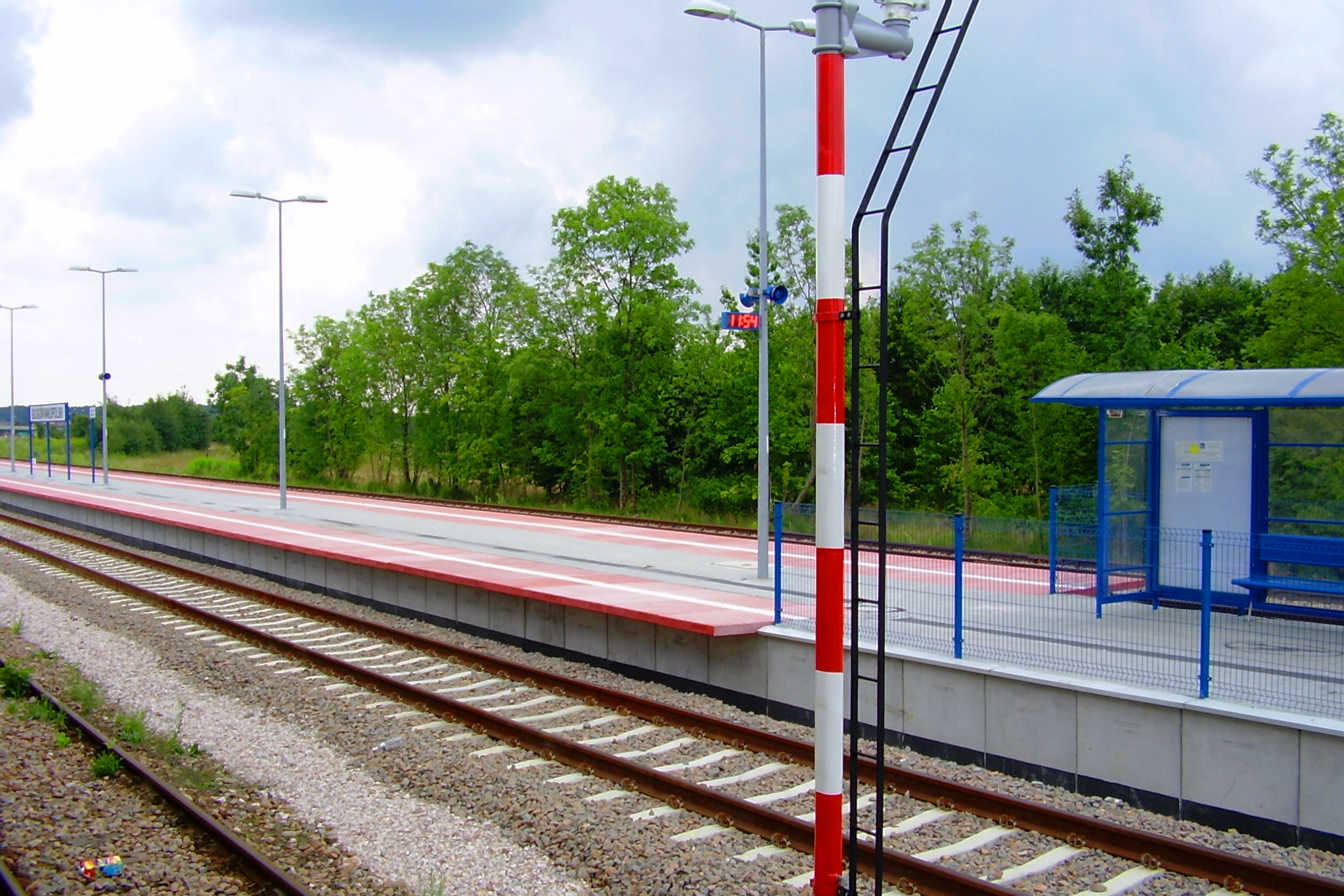
Głogów Małopolski przed elektryfikacją.
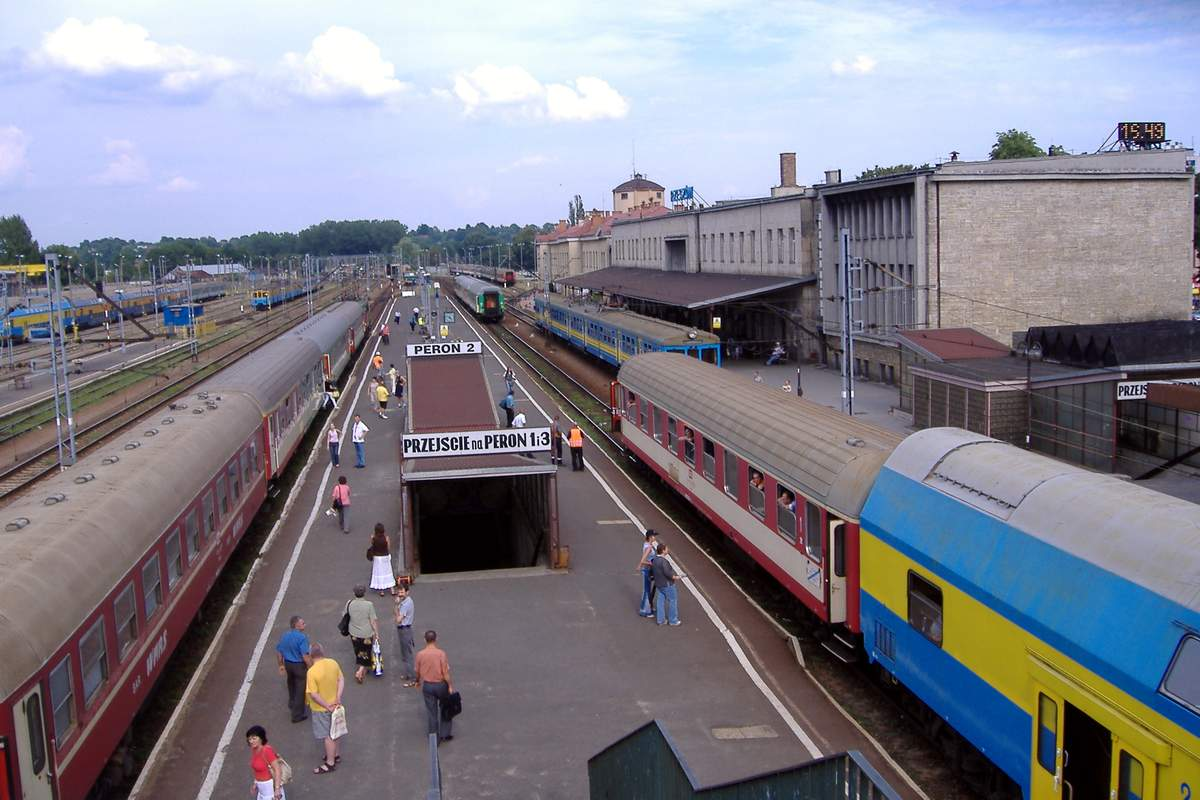
Rzeszów Główny w 2006 roku.